# Epibryon arachnoideum
Epibryon arachnoideum är en svampart som beskrevs av Döbbeler 1978. Epibryon arachnoideum ingår i släktet Epibryon och familjen Pseudoperisporiaceae.   Inga underarter finns listade i Catalogue of Life.